# Julie Coker
Julie Coker là một cựu phóng viên truyền hình và phát thanh viên người Nigeria. Bà là một gương mặt quen thuộc trong các chương trình phát sóng ở Nigeria trong thời gian mới thành lập.

## Cuộc đời

### Giáo dục
Cha của Coker đến từ thủ phủ Abeokuta thuộc bang Ogun, còn mẹ bà là người dân tộc itsekiri, đến từ vùng Warri, phía nam Nigeria Bà lớn lên ở Lagos với mẹ và cha dượng, học tại trường tiểu học St Mary's Convent. Đó là ngôi trường được thành lập bởi các nhà truyền giáo Công giáo, được quản lý bởi các nữ tu của Đức Mẹ Dòng Tông đồ. Ở trường, Julie đam mê hợp xướng, trình diễn nghệ thuật và được các nữ tu sĩ. Sau đó bà đã được nhận vào trường Holy Child College. Khi 14 tuổi, mẹ bà mắc bệnh và đến khu chữa trị. Coker sống chung với gia đình bên cha dượng. Nhưng sau 1 năm không nhận được thư của mẹ, bà đã liều mình đi đường thủy và gặp nhiều người lạ để đi tìm mẹ. Khó khăn ở chỗ, Coker nói tiếng dân tộc Yoruba mà không biết tiếng dân tộc Itsekiri, ngôn ngữ của gia đình mẹ cô. Khi đến rừng Sapele, bà nói chuyện với những người lạ bằng các cử chỉ mô tả những gì bà biết về ngôi làng mẹ mình. Vào ban đêm, cô đã được giúp đỡ và đưa đến nơi của bà mình. Vài ngày sau, cô được đưa đến gặp mẹ nhưng thấy mẹ bị bệnh khá nặng. Khi bà sẵn sàng để trở lại trường học, mẹ bà đã dành hết tiền tiết kiệm của mình để cho bà đến trường. Khi không đủ tiền học, người dì ghẻ đã lừa bà đi tảo hôn. Nhờ sự giúp đỡ của dì ruột, bà trốn thoát khỏi nhà chồng và đi đến Lagos. Tại Lagos, bà kiếm được học bổng để tiếp tục được học tại Holy Child College. Năm 1957, bà đại diện cho trường học của mình tham gia lễ hội nghệ thuật được tổ chức bởi tờ Daily Times. Sau khi hoàn thành nghiên cứu, Coker bắt đầu giảng dạy tại một tu viện ở Warri. Trong giai đoạn này, bà tham gia cuộc thi Hoa hậu Tây Nigeria và giành chiến thắng trong cuộc thi năm 1958. Cùng năm 1958 đó, bà giành được ngôi vị Á hậu tại cuộc thi Hoa hậu Nigeria.

### Sự nghiệp
Chú của Coker, Justice Ighodaro có mối liên hệ chặt chẽ với nhiều nhà quản lý ở khu vực phương Tây. Năm 1959, bà trở thành thành viên của WNTV. Ban đầu cô làm nhân viên tiếp tân nhưng khi Anike Agbaje-Williams nghỉ đẻ, Coker là người thay thế. Coker trở thành một trong những phát thanh viên truyền hình đầu tiên nổi tiếng ở Nigeria.
Ngoài sự nghiệp truyền hình, Coker đã phát hành ba album của E.M.I. Music Nigeria và là nữ diễn viên trong phim, Dinner with the Devil.